# Осеан (департамент)
Осеан (фр. Océan) — один из 4 департаментов Южного региона Камеруна. Находится в западной части региона, занимая площадь в 11 280 км².
Административным центром департамента является город Криби (фр. Kribi). Граничит с Экваториальной Гвинеей на юге, и заливом Биафра на западе, а также департаментами: Валле-дю-Нтем (на юго-востоке), Мвила (на востоке), Ньонг и Соо (на северо-востоке), Ньонг и Келле (на севере) и Санага-Маритим (на северо-западе).

Департамент Осеан на карте Южного региона

## Административное деление
Департамент Осеан подразделяется на 10 коммун:
1. Аком II (фр. Akom II)
2. Бипинди (фр. Bipindi)
3. Биджука (фр. Bidjouka)
4. Кампо (фр. Campo)
5. Криби (фр. Kribi) (городская коммуна)
6. Криби (фр. Kribi) (сельская коммуна)
7. Локундже (фр. Lokundje)
8. Лолодорф (фр. Lolodorf)
9. Мвенгюэ (фр. Mvengue)
10. Ниете (фр. Niete)